# Johan Wiland
Johan Kristoffer Sellberg-Wiland (Borås, 24 de janeiro de 1981), mais conhecido como Johan Wiland, é um ex-futebolista sueco que atuava como goleiro. Iniciando sua carreira na Suécia no IF Elfsborg no início dos anos 2000, ele representou o F.C. Copenhagen e Malmö FF. Internacional entre 2007 e 2013, ele somou nove internacionalizações pela seleção sueca e fez parte das seleções da UEFA Euro 2008 e 2012. 

## Carreira no clube

### Início de carreira
Johan Wiland nasceu em Borås, mas cresceu na localidade de Viskafors. Ele começou a jogar futebol ainda jovem no clube local Rydboholms SK. Simultaneamente, ele jogou hóquei no gelo no início da adolescência.
Ele fez sua estreia na equipe principal do Rydboholm aos 16 anos, na sétima divisão sueca, e foi olhado pelo treinador de goleiros do clube local IF Elfsborg. Em 1997, Wiland ingressou no sistema juvenil do clube.

### IF Elfsborg
Wiland fez sua estreia pela seleção principal pelo Elfsborg em um jogo fora de casa contra o Halmstad BK, em 4 de maio de 2000, e não sofreu golos após um pênalti aos 91 minutos. Ao longo do resto da temporada, Wiland, de 19 anos, alternou com o muito mais experiente Anders Bogsjö como primeira escolha do Elfsborg.
Durante a próxima temporada, Wiland se estabeleceu como goleiro titular do Elfsborg. Em 25 de maio de 2001, ele foi titular na final da Svenska Cupen contra o AIK. O jogo terminou 1–1 após o tempo integral e a prorrogação, mas o Elfsborg venceu por 9–10 nos pênaltis. Em 9 de agosto do mesmo ano, Wiland fez sua estreia continental em uma partida de qualificação para a Copa UEFA, contra o time estoniano do Narva Trans. Elfsborg venceu o jogo por 1–3.
Em 2005, Wiland perdeu a maior parte da temporada devido a uma fratura no antebraço e disputou apenas 11 partidas na Allsvenskan. A melhor temporada do clube em sua história aconteceu em 2006, quando venceu a Allsvenskan. Wiland foi titular em todas as 26 partidas da campanha, sofreu 19 gols (o mínimo no campeonato) e manteve 12 jogos sem sofrer gols. Como atual campeão sueco, o Elfsborg participou da qualificação para a Liga dos Campeões da UEFA de 2007-08. O clube foi eliminado na terceira pré-eliminatória contra o Valencia CF em 29 de agosto de 2007, por 1–5 no total, com o time espanhol se tornando o primeiro time visitante a vencer na Borås Arena em oito meses. Posteriormente, o Elfsborg competiu na Taça UEFA de 2007-08, onde foi eliminado na fase de grupos. Wiland apareceu em todas as seis partidas.
Em 2008, Wiland estabeleceu um novo recorde da liga ao manter 19 jogos sem sofrer golos em uma temporada. O Elfsborg terminou em segundo lugar na liga e o Wiland atraiu muito interesse de clubes estrangeiros. Durante o outono de 2008, ele recusou uma transferência para o Tottenham, da Premier League. Ele teria sido procurado como reserva de Heurelho Gomes, mas Wiland queria jogar com mais regularidade. No final do ano, Wiland foi premiado como o Goleiro Sueco do Ano no Fotbollsgalan anual, organizado pela Federação Sueca de Futebol.

### FC Copenhagen
Em janeiro de 2009, Wiland mudou-se para o F.C. Copenhagen na Superliga Dinamarquesa. Ele assinou um contrato de cinco anos com o clube, e foi sugerida uma taxa de 8 milhões de coroas dinamarquesas.
No início, Wiland lutou para conseguir tempo de jogo, atuando como reserva do internacional dinamarquês Jesper Christiansen durante toda a primavera de 2009.
Durante a temporada seguinte, em 2009-2010, Wiland se estabeleceu como o goleiro titular em Copenhagen. Em 2010, Wiland ganhou vários prêmios, incluindo Goleiro do Ano na Dinamarca e Goleiro Sueco do Ano (pela segunda vez em sua carreira). Durante a campanha, Wiland também foi eleito o "Time da Semana" da Liga dos Campeões da UEFA.
Na temporada seguinte, em 2011-12, ele registrou o segundo maior número de jogos sem sofrer golos na liga. Além disso, Wiland ganhou o prêmio de Goleiro do Ano na Dinamarca em 2011 (sua segunda vitória consecutiva) e foi eleito Jogador do Ano do F.C. Copenhagen em 2012.
No total, Wiland disputou 141 partidas na Superliga dinamarquesa durante sua passagem por Copenhagen. Ele também fez 43 partidas em copas continentais (UEFA Champions League e UEFA Europa League) e somou 8 internacionalizações na copa nacional. Em 2014, Wiland foi escolhido como goleiro quando 32.000 torcedores participaram de uma votação para selecionar seus 11 jogadores favoritos de Copenhague de todos os tempos.

## Carreira internacional
Wiland fez sua estreia na seleção sueca contra o Equador em uma turnê pela América do Sul em janeiro de 2007.
Representou o seu país no UEFA Euro 2008, na Áustria e na Suíça, onde atuou como reserva de Andreas Isaksson. Ele foi visto como a terceira escolha do técnico Lars Lagerbäck, atrás de Isaksson e Rami Shaaban.
Wiland também foi convocado para a seleção sueca pelo técnico Erik Hamrén antes do UEFA Euro 2012, novamente atuando como reserva de Isaksson.
Sua última aparição competitiva pela Suécia ocorreu em uma derrota por 5–3 contra a Alemanha em 15 de outubro de 2013. No final das contas, seu país não conseguiu se classificar para a Copa do Mundo FIFA de 2014 e Wiland posteriormente anunciou sua aposentadoria internacional à comissão técnica sueca.

## Títulos
Os títulos que Johan conquistou são:[carece de fontes?]
yIF Elfsborg
- Campeonato Sueco de Futebol: 2006.
- Copa da Suécia: 2001 e 2003.

FC Copenhagen
- Campeonato Dinamarquês de Futebol: 2008-09 2011-2012 e 2014-2015.
- Copa da Dinamarca: 2008-09 2009-2010 2010-2011 e 2012-2013.